# Abschichtung (Rechtsgeschichte)
Abschichtung (lat. partitio oder separata oeconomia) ist ein Begriff aus der Rechtsgeschichte und beschreibt das Ausscheiden eines Kindes aus der väterlichen Gewalt und die Begründung einer selbstständigen Position. Sie bezeichnete in den deutschen Staaten bis zur Einführung des Bürgerlichen Gesetzbuches die Beendigung der patria potestas des Vaters.

## Begriffserklärung
Die Abschichtung beschreibt als Begriff den Prozess der Beendigung der väterlichen Gewalt (Munt oder patria potestas) über hauptsächlich Söhne. Vereinzelt konnte es auch zur Abschichtung von Töchtern kommen. Synonyme Begriffe für die Abschichtung sind Absonderung, Schichtung, Scheidung, Teilung oder Trennung.
Die Abschichtung wurde in der Rechtsgeschichte regelmäßig aufgrund verschiedener Gründe genutzt. Der Hauptfall war, wenn der Sohn einen eigenen Hausstand begründen wollte. Andere Gründe waren der Eintritt in ein Kloster oder eine Gefolgschaft, sowie der Antritt eines Dienstverhältnisses.
Während des Prozesses der Abschichtung kam es bis zum Hochmittelalter meistens zu einer vermögensrechtlichen Auseinandersetzung. Eine Parallele von diesem Prozess wird in der Literatur zu einer Stelle in der Heiligen Schrift, (Lukas 15,12 ), gezogen. Im Spätmittelalter wandelte sich dieser Prozess, vielmehr kam es nun zu einer Ausstattung des Sohnes mit dem für die neue Lebenssituation Notwendigen. Der Erbanspruch des Kindes entfiel dabei nicht, sondern die Ausstattung wurde in die Erbmasse eingeworfen.

## Entwicklung
Das römische Recht kannte für die Entlassung aus der väterlichen Gewalt zu Lebzeiten nur die emancipatio, welche die Mitwirkung eines Gerichtes bedurfte. Im Mittelalter entwickelte sich dann im Rahmen der Regelungen der väterlichen Gewalt die Abschichtung. Der Sachsenspiegel regelt in Landrecht I 13 §1 die Abschichtung (sundert vater und die mûter einen iren sun oder eine ire tochter von in mit irme gûte). Ob mit der Erwähnung der Tochter hier der Prozess der Abschichtung der Tochter gemeint ist, bleibt unklar. Möglich wäre auch, dass der Text auf die Aussonderung der Tochter aus der väterlichen Gewalt durch Verheiratung, bzw. Aussteuer, abstellt.
Auch wenn die Abschichtung nicht rein sächsischen Ursprungs war, so wurde sie als emancipatio saxonica bezeichnet. Weiterhin waren die Begriffe emancipatio juris Germanici, quasi emancipatio, oder emancipatio tacita geläufig. Das Rechtsinstitut fand sich in vielen der Stadtrechtsreformationen, so in Frankfurt am Main, Freiburg im Breisgau und Worms. In den kursächsischen Konstitutionen wurde sie ebenfalls als Institut bestätigt.
Ein Ende der Entwicklung der Abschichtung zeichnete sich ab, als das Naturrecht als dominierende Strömung hervortrat. Denn in diesem wurde die väterliche Gewalt an sich in Frage gestellt. Solange das Kind sich nicht allein versorgen könne, habe sie eine Berechtigung, danach müsste sie aber von allein – ohne eine Abschichtung – aufgehoben werden. Nichtsdestotrotz überlebte die Abschichtung in den naturrechtlichen Kodifikationen, so im Codex Maximilianeus Bavaricus Civilis (ebenso für Töchter) und im Allgemeinen Landrecht für die Preußischen Staaten. Letzteres regelte für Söhne, dass sie ab dem Alter von 20 abgeschichtet werden konnten, ab dem Alter von 24 (Großjährigkeit) einen Anspruch auf Abschichtung hatten.
Anders hingegen verlief die Entwicklung in Österreich, wo die Abschichtung in der Praxis schon im 17. Jahrhundert ihr Ende fand. Im Codex Theresianus, der nie über die Entwurfsphase hinaus kam, endete die väterliche Gewalt von alleine. Auch das ABGB regelte, dass mit der Großjährigkeit die väterliche Gewalt aufhört. Einer Abschichtung bedurfte es nicht. Vor Eintritt der Großjährigkeit war aber ab 20 Jahren eine Abschichtung möglich.
Der französische Code civil kannte die Abschichtung nicht. Das Badische Landrecht von 1809 führte sie erst nachträglich ein. In Deutschland kannte noch das Sächsische Bürgerliche Gesetzbuch die Abschichtung. Das Bürgerliche Gesetzbuch schaffte sie dann ab. In den Motiven zum Ersten Entwurf von 1888 ist dies damit begründet, dass die väterliche Gewalt nur solange zu dauen habe, „als die Schutzbedürftigkeit dauert“. Das Kind ist also nur solange es minderjährig ist, unter elterlicher Gewalt. Diesem Beispiel folgte dann auch das Schweizer Zivilgesetzbuch. Die Republik Deutschösterreich schaffte die letzte Möglichkeit der Abschichtung dann mit Gesetz vom 6. Februar 1919 ab, gleichzeitig mit der Senkung der Volljährigkeit auf die Vollendung des 21. Lebensjahres.